# Malacothrix foliosa
Malacothrix foliosa là một loài thực vật có hoa trong họ Cúc. Loài này được A.Gray mô tả khoa học đầu tiên năm 1886.